# Anginon
- Commons
- Wikispecies

Anginon Raf. é um género botânico pertencente à família Apiaceae.

## Sinonímia
- Rhyticarpus  Sond.

## Espécies
- Anginon difforme
- Anginon rugosum
- Anginon streyi
- Anginon verticillatum
- «Lista completa»